# بلوموسوکوس
بلوموسوکوس (نام علمی: ') نام یک سرده از تیره نخست‌سوسماران است.